# Wegestock Birkhofstraße

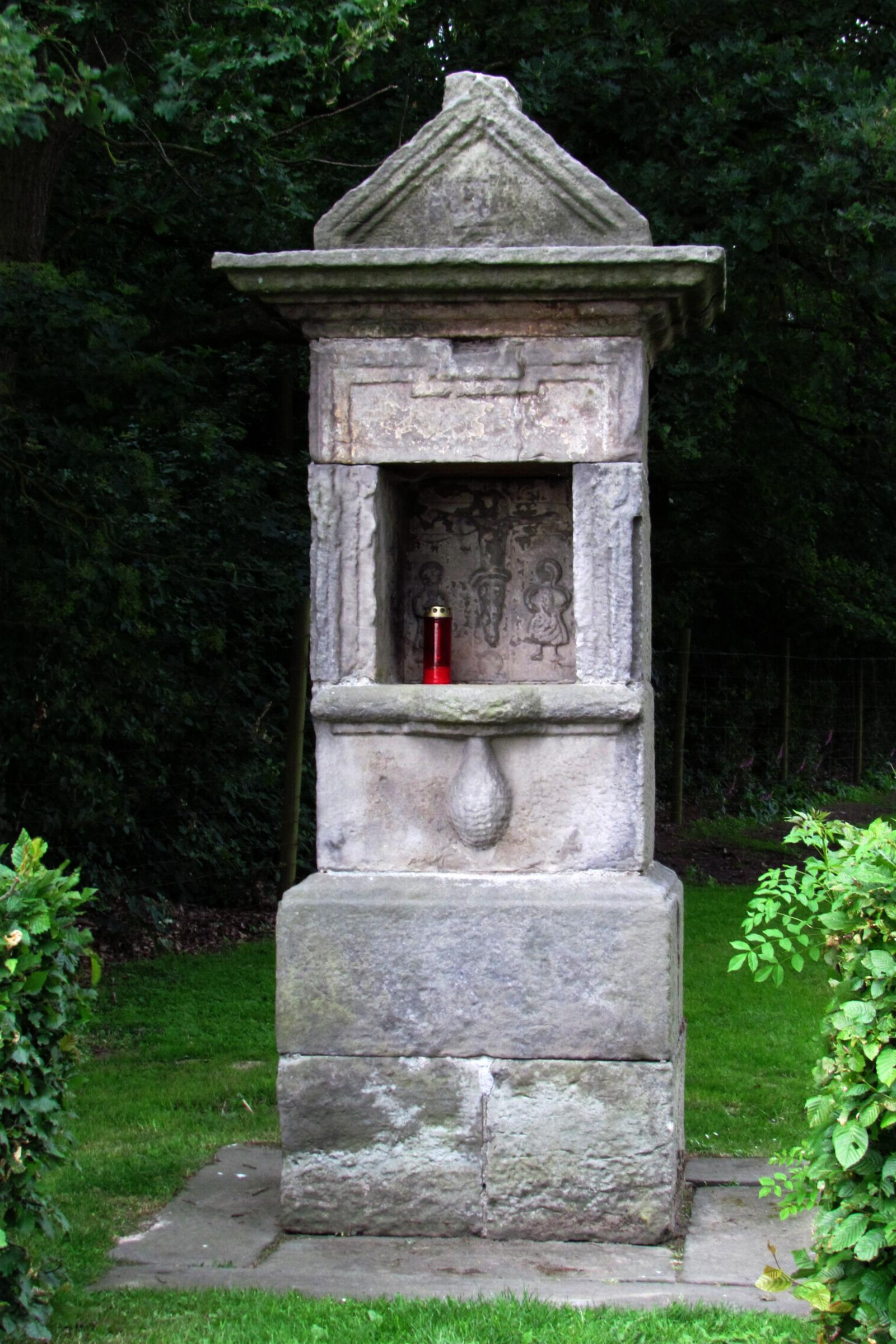
Wegestock

Der Wegestock Birkhofstraße steht im Stadtteil Lüttenglehn in Korschenbroich  im Rhein-Kreis Neuss in Nordrhein-Westfalen.
Der Wegestock wurde Anfang des 18. Jahrhunderts erbaut und unter Nr. 044 am 27. August 1985 in die Liste der Baudenkmäler in Korschenbroich eingetragen.

## Architektur
Der Bildstock wurde aus Sandsteinblöcken gefertigt und steht auf quadratischem Grundriss mit tiefer quadratischer Nische mit Kreuzigungsrelief. Das Kreuz fehlt.